# Stephan Kessler
Stephan Kessler (Donauwörth, 16 gennaio 1622 – Bressanone, 31 agosto 1700) è stato un pittore austriaco.

## Biografia
Nato in Baviera, figlio del pittore, nativo di Breslavia, Georg Kessler, si trasferì a Bressanone nel 1643. Un anno dopo gli fu concessa la cittadinanza, e l'amministrazione cittadina chiese, in luogo della prevista tassa, la realizzazione di una tela per il municipio. Si sposò tre volte. Tre dei suoi figli seguirono le orme paterne: Michael, Gabriel e Raphael.
Fu esponente della pittura barocca, e fu attivo, oltre che in Alto Adige, a Graz e Vienna. Numerose sono le opere sacre, in particolare dossali e pale d'altare. Fu autore comunque anche di opere profane, in particolare ritratti.
Nella prima fase della carriera si ispirò alle incisioni tedesche ed olandesi dell'epoca, ma si avvicinò poi ai modelli di Peter Paul Rubens.

## Galleria d'immagini

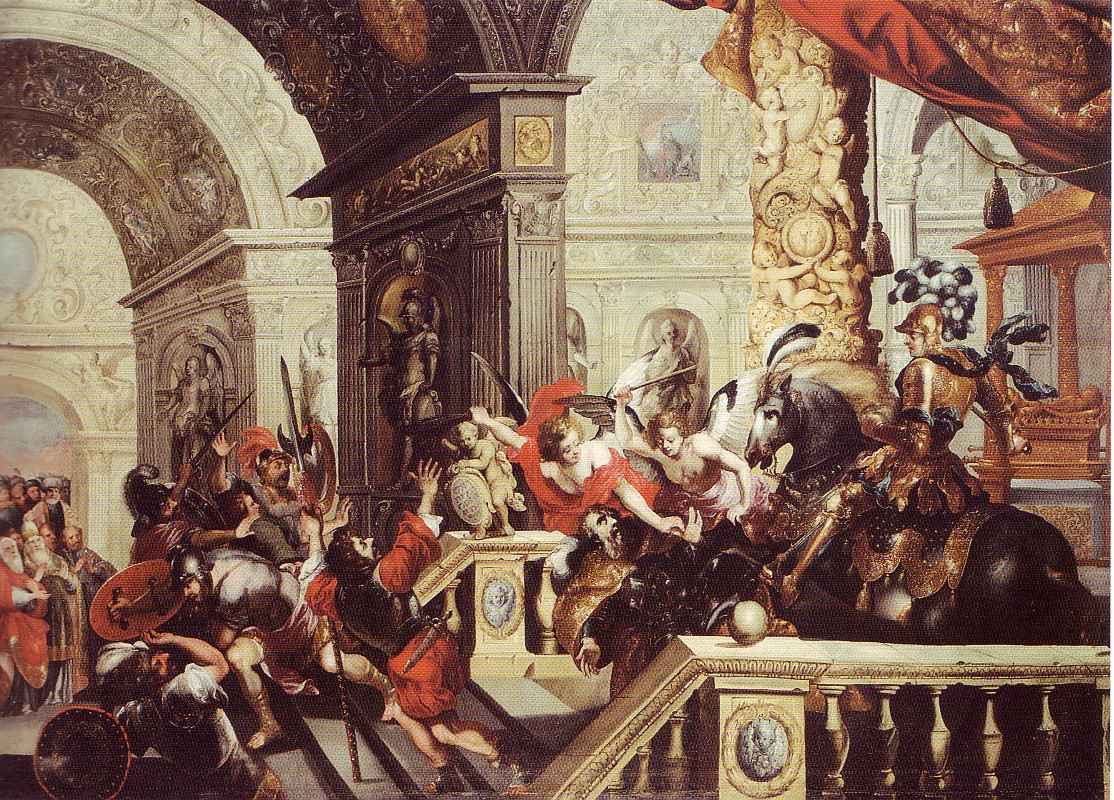
La cacciata di Eliodoro dal tempio, ca. 1670
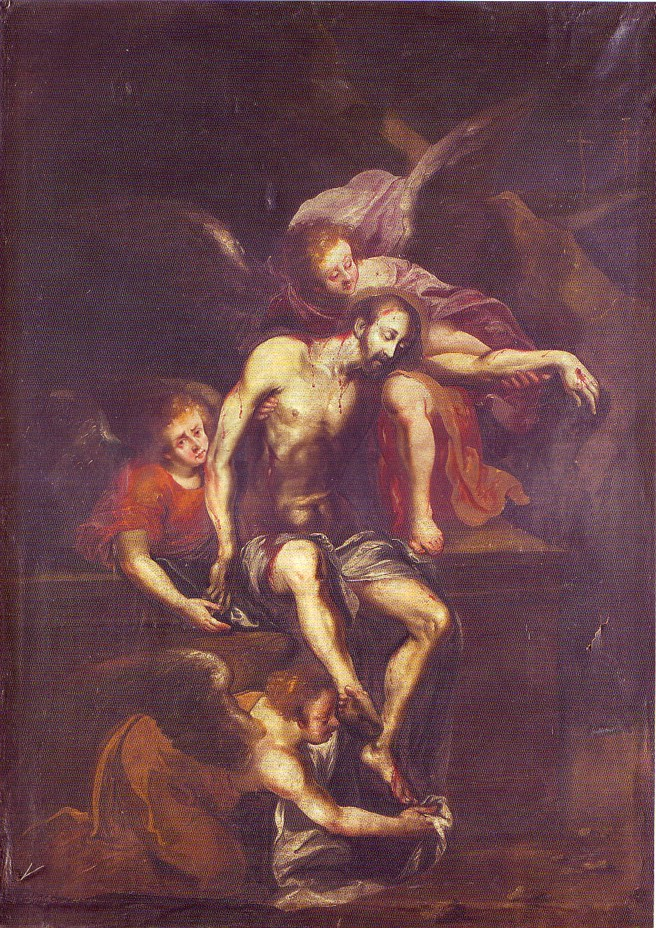
Pietà degli angeli, ca. 1650.
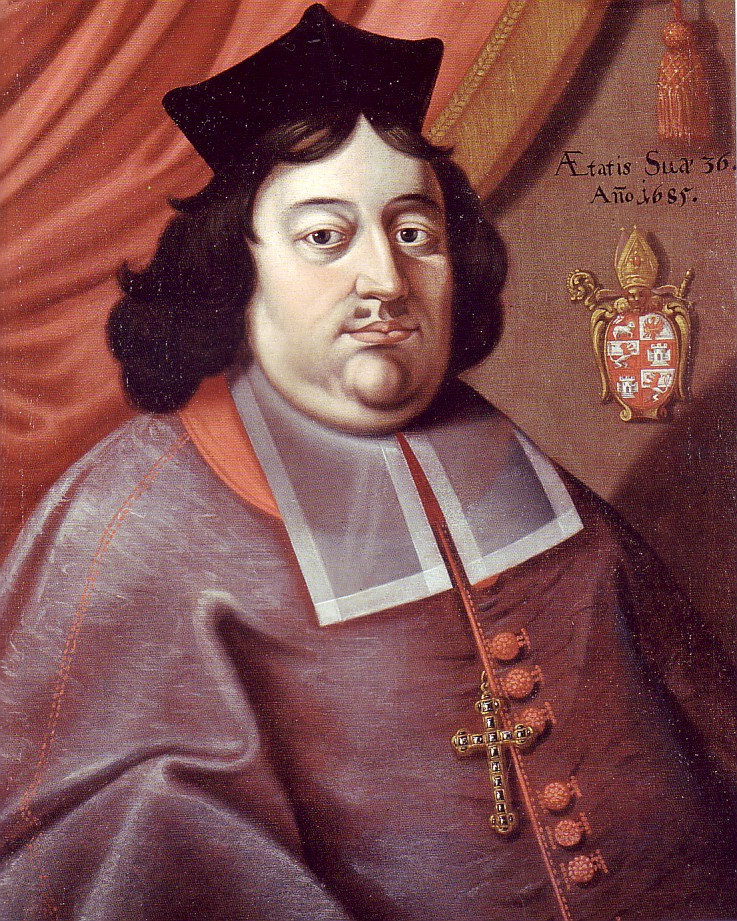
Il principe vescovo Johann Franz Khuen, 1685.
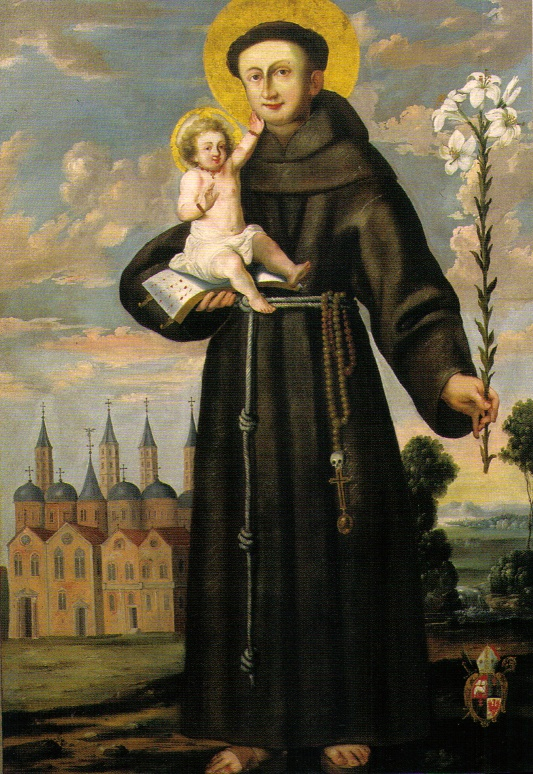
S. Antonio da Padova, ca. 1650/60.
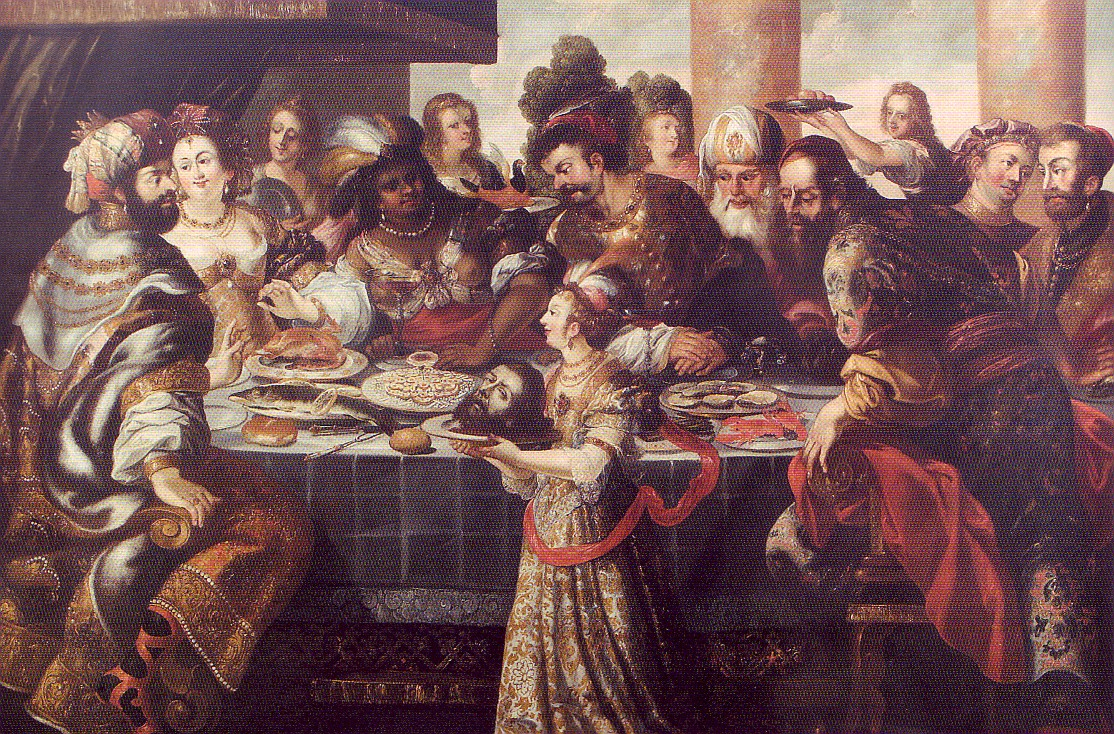
Banchetto di Erode, ca. 1660.
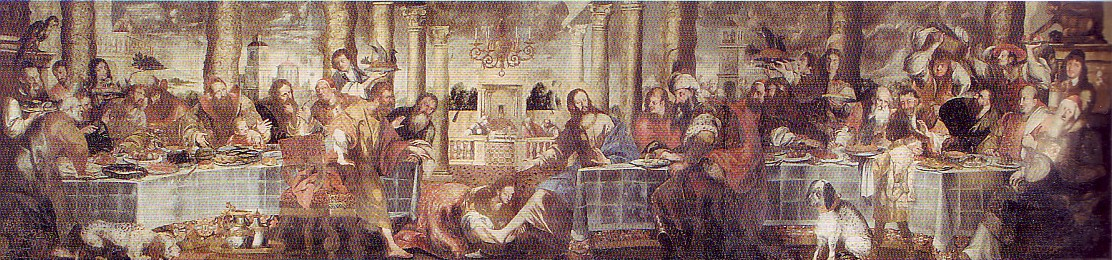
Cena in casa di Simone, completa.
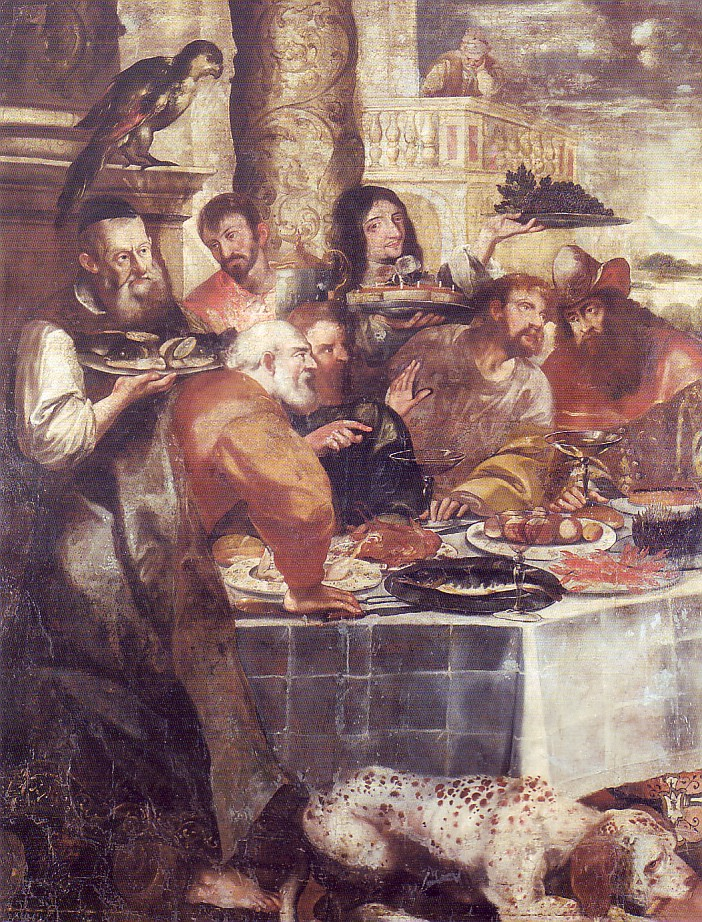
Cena in casa di Simone, lato sinistro.
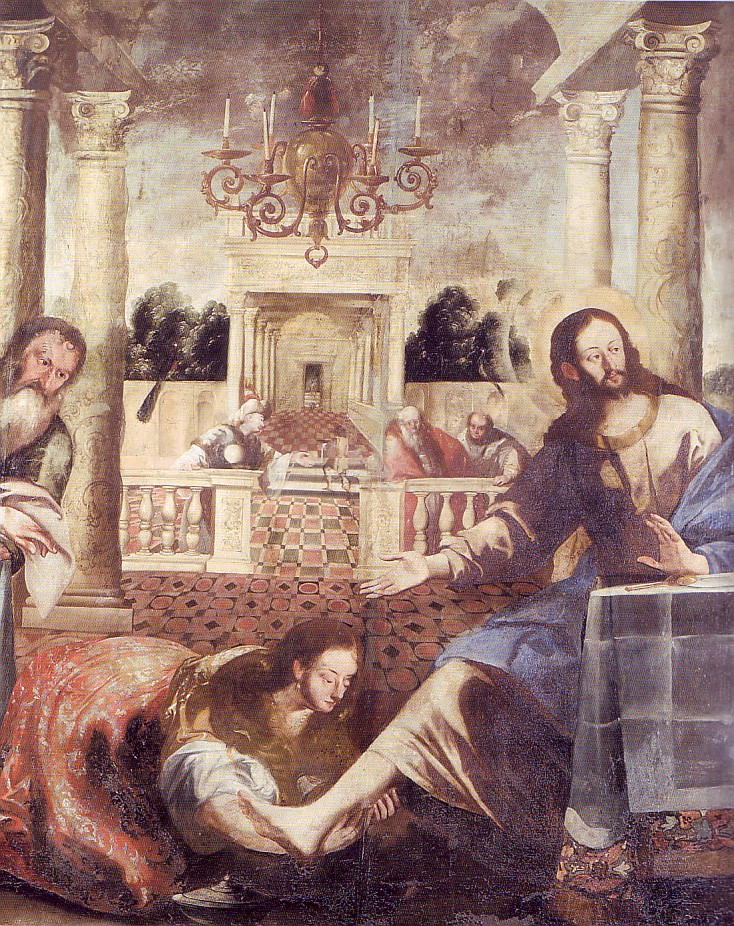
Cena in casa di Simone, parte centrale.
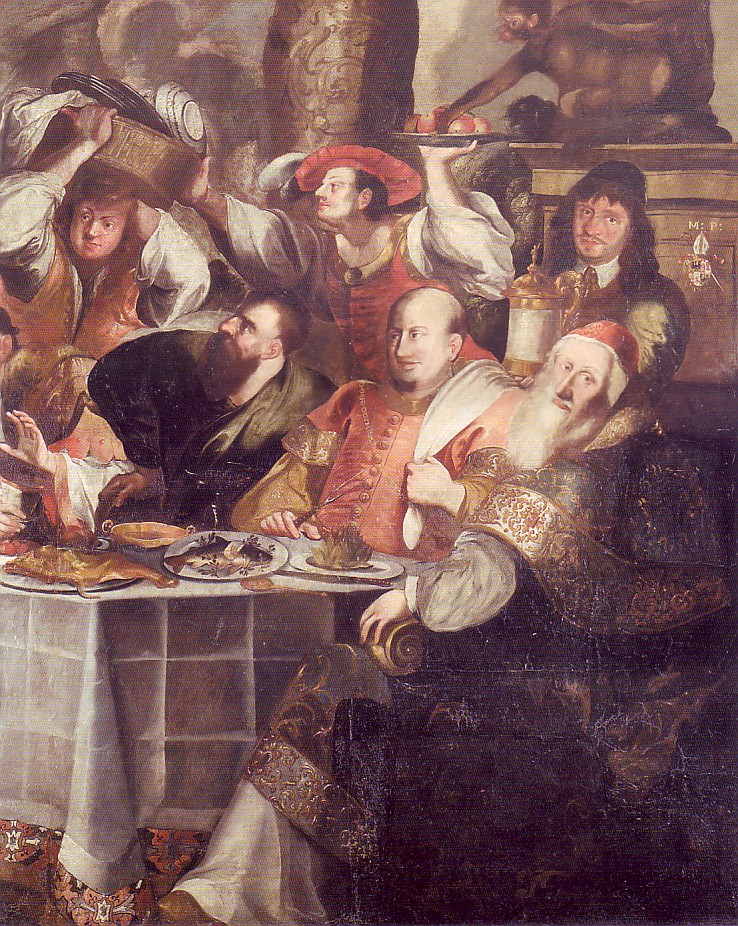
Cena in casa di Simone, lato destro.